# Borne Fontaine
La Borne Fontaine (ou Kiosque à eau) est une fontaine permanente située dans la ville de Douala au Cameroun. Œuvre de Danièle Diwouta-Kotto, la Borne Fontaine est inaugurée en 2003.

## L'œuvre
La fontaine est une œuvre d'art public commissionnée par l'organisation artistique doual'art et réalisée par Danièle Diwouta-Kotto puis offerte à la Communauté urbaine de Douala. Elle est inaugurée lors du « Salon Urbain - SUD » de Douala en 2007.
Elle se présente sous forme d'une œuvre de 3 mètres sur 4 mètres et d'une hauteur de 6 mètres.
Avant sa construction, Danièle Diwouta-Kotto, designer et architecte dont le cabinet en assurait la maîtrise d’œuvre, avait eu plusieurs entretiens avec la communauté. Au cours de ces échanges, l’architecte avait invité les habitants à imaginer à quoi pourrait ressembler une borne-fontaine idéale.
Les habitants du quartier de Bessengue-Akwa voulaient d’un cadre qui leur servirait à la fois de point de rencontre, d’attraction et d’approvisionnement en eau. À la suite des entretiens, l’architecte a fait plusieurs propositions, et les populations ont choisi le modèle qui leur convenait le mieux. Ce petit bâtiment fut donc conçu comme une fontaine publique et payante, en même temps que comme un point de vente alimentaire. En particulier, le toit reflète le style de l'édifice éphémère, créé par l'artiste Jesús Palomino, au sein de l'atelier Bessengue City organisé par Goddy Leye et le centre d'art ArtBakery (en),,.
Elle est restaurée en 2013, les murs étant repeints.

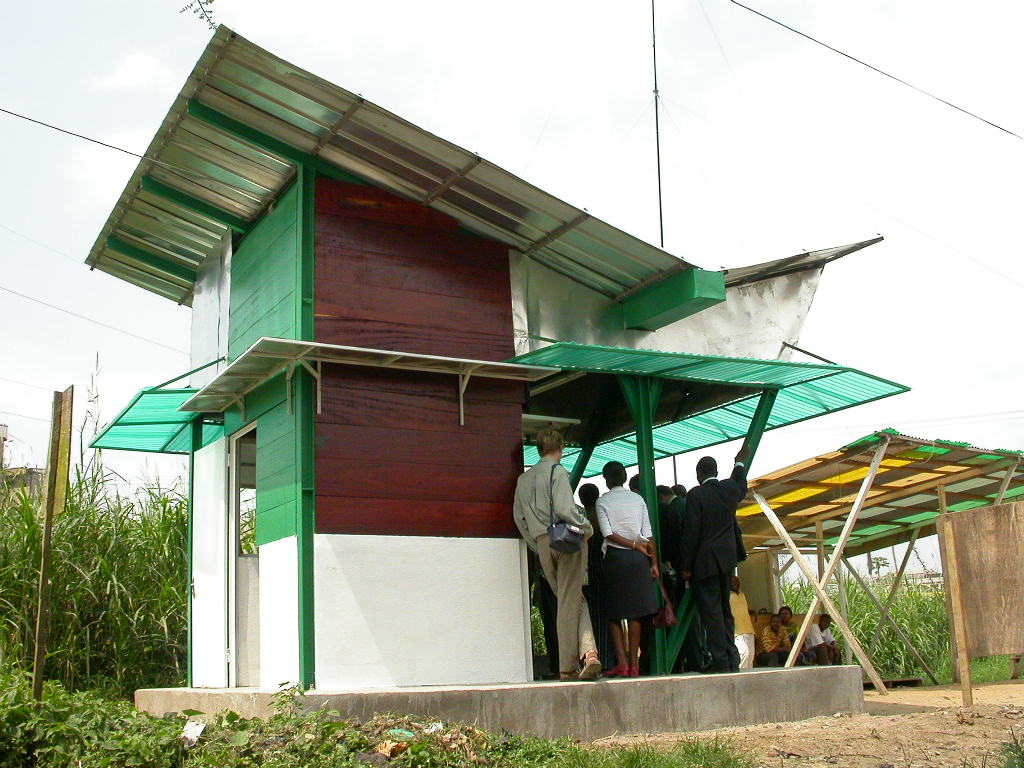
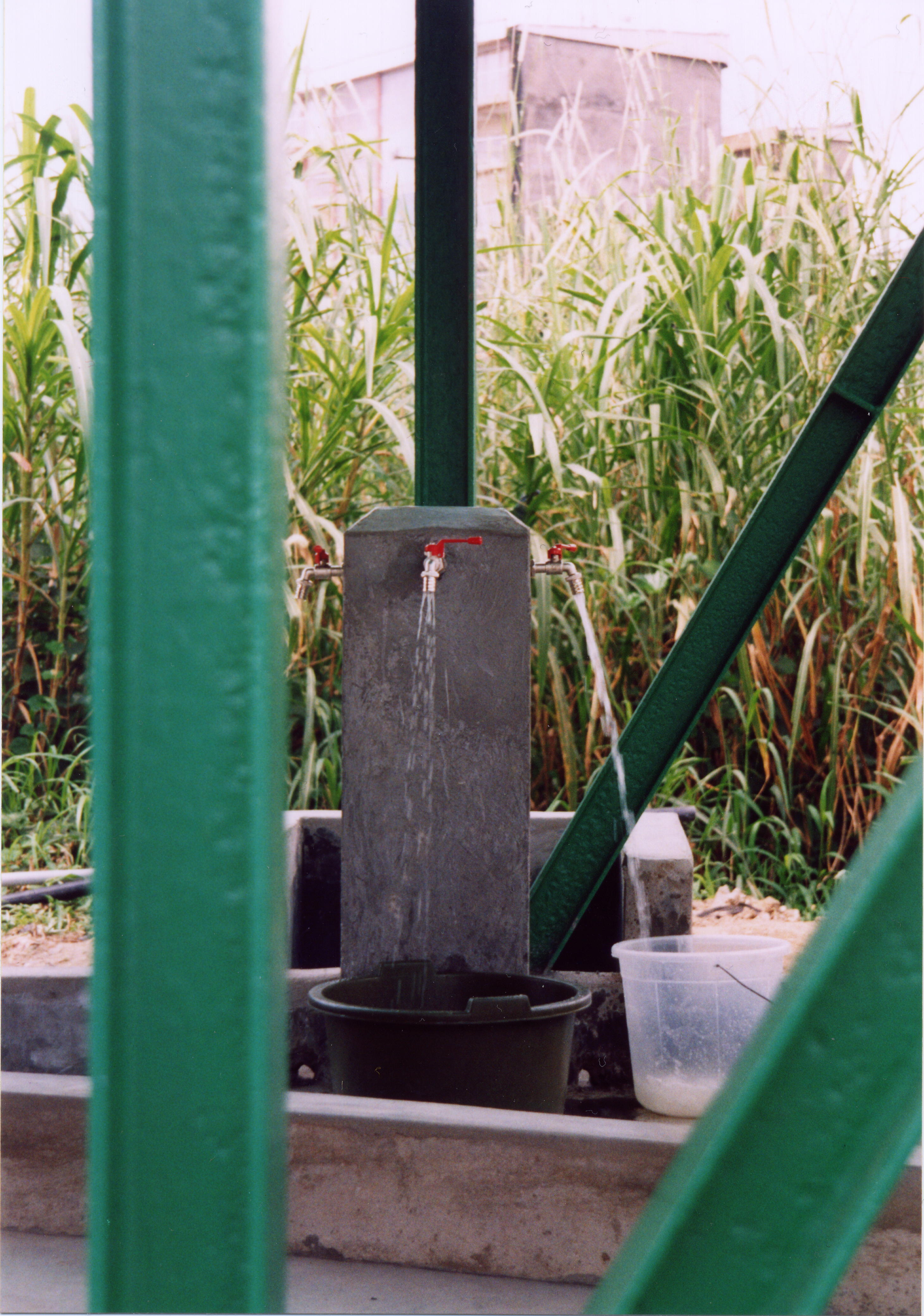
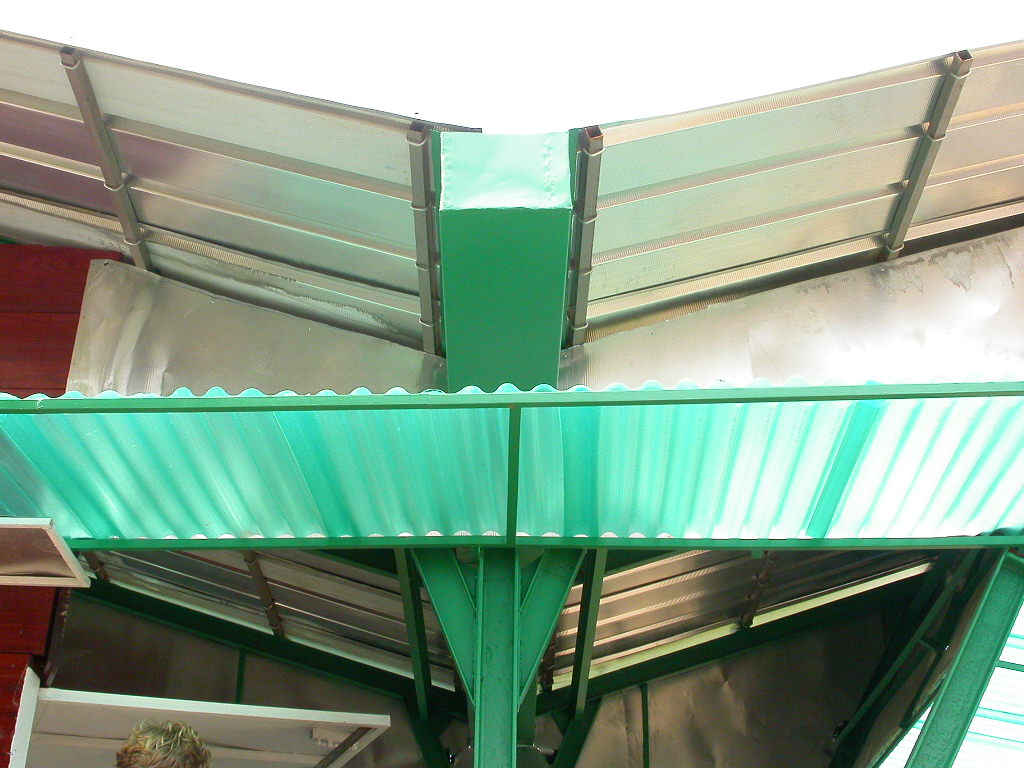
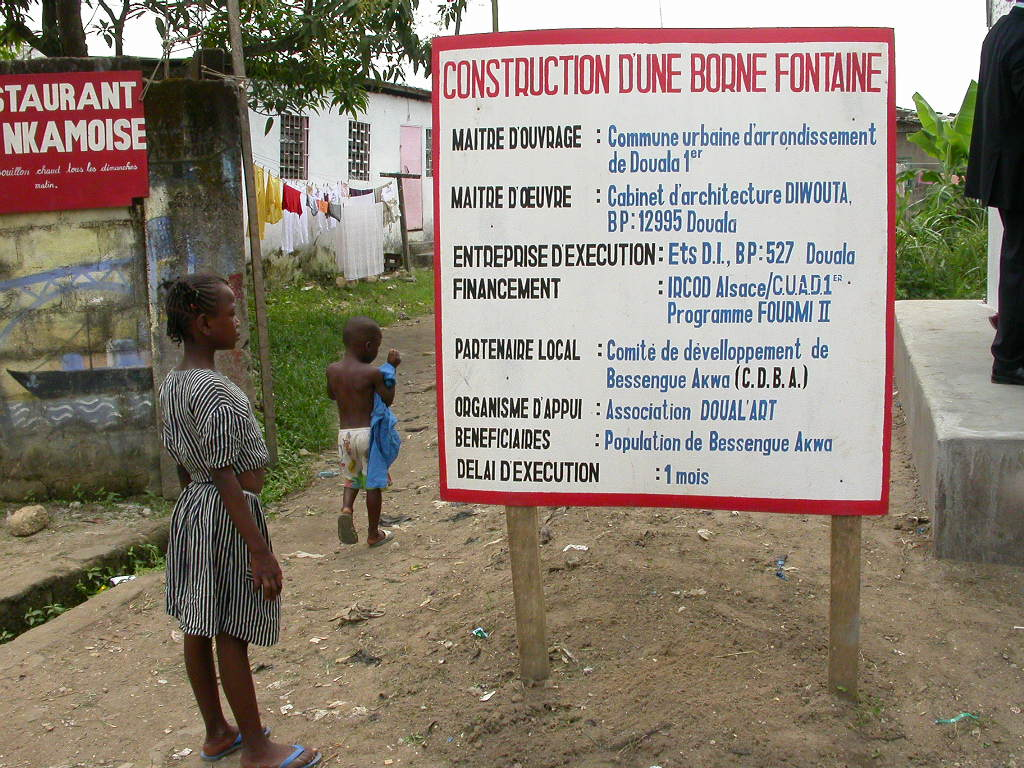
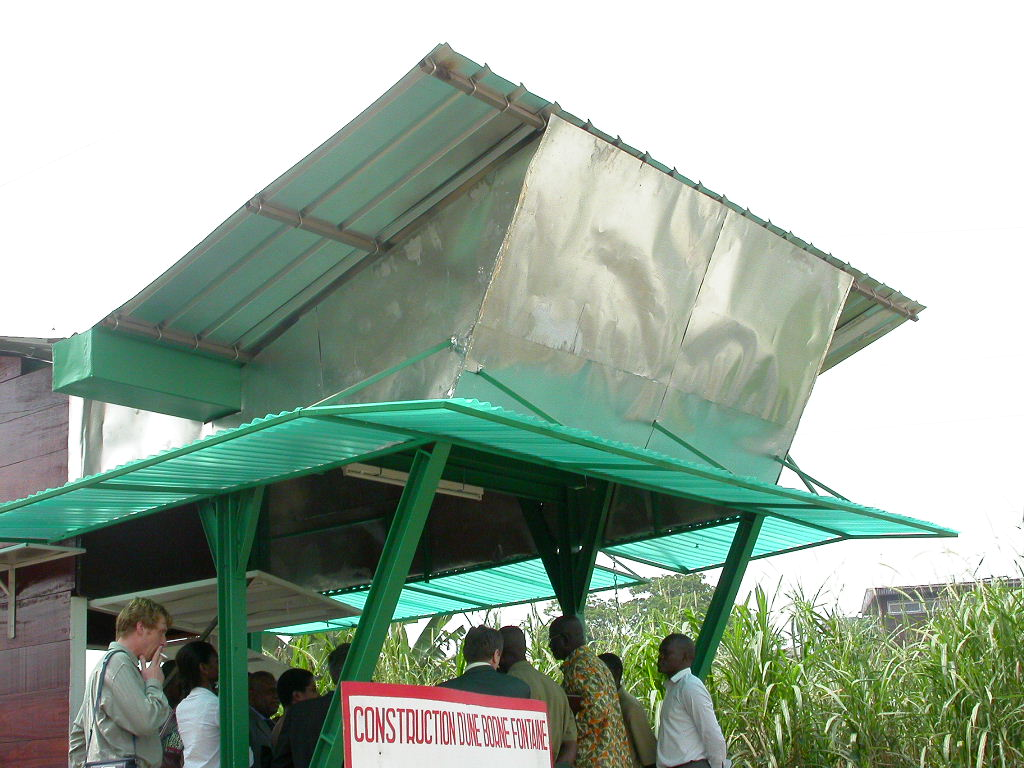
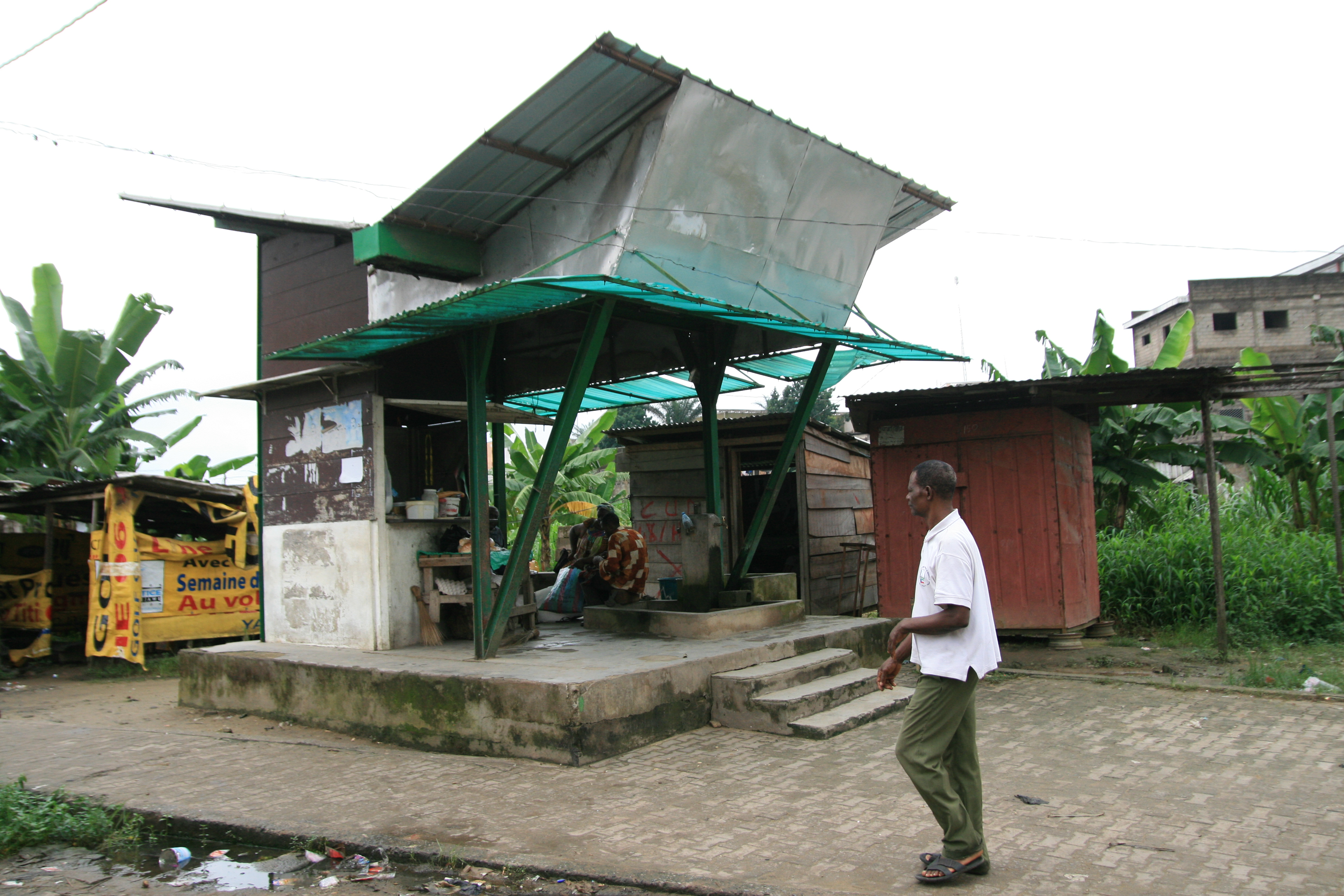